# 阎必崇
阎必崇，山西长治人，清朝政治人物。同进士出身。
阎必崇为康熙三年（1664年）甲辰科进士。康熙十二年（1673年）接替董士哲任华亭县知县一职，康熙十六年（1677年）由南梦班接任。